# Haus Ilsfelder Straße 72 (Flein)

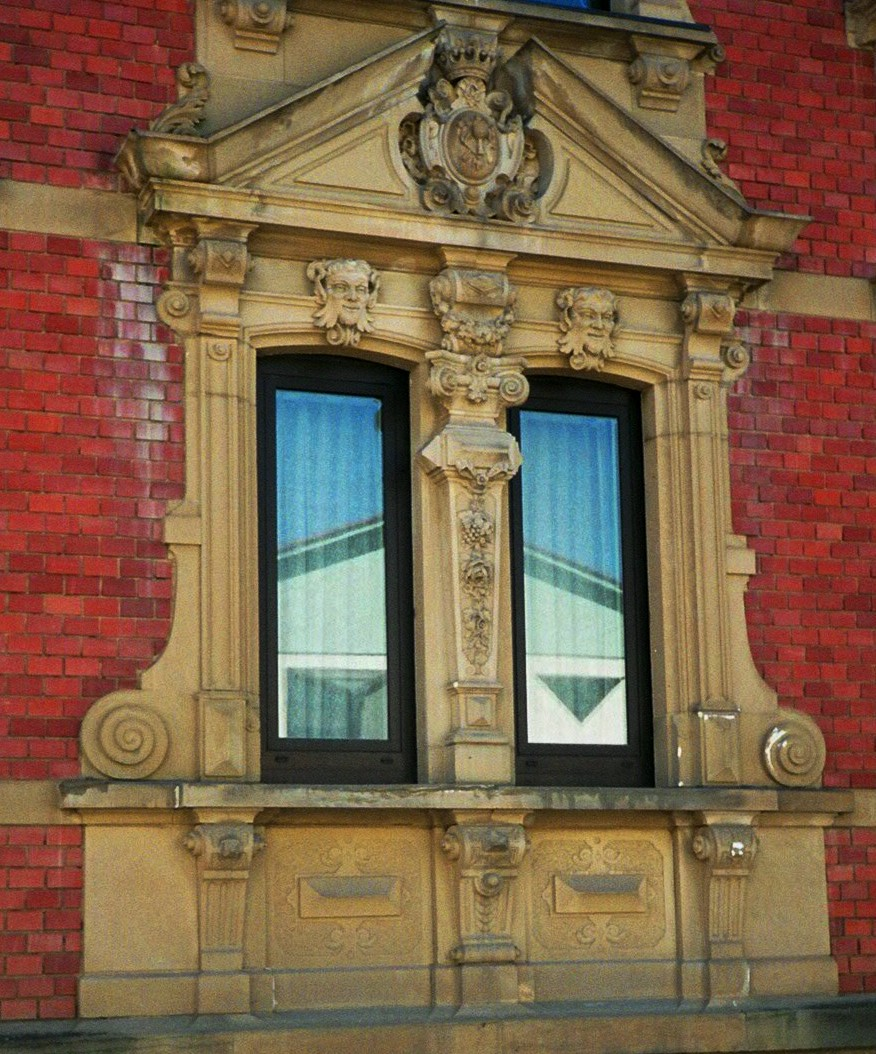
Ehemaliges Wohnhaus des Bildhauers Friedrich Göttle Detail Fenster

Das Haus Ilsfelder Straße Nr. 72 in Flein zählt zu den Kunst- und Kulturdenkmälern in Stadt- und Landkreis Heilbronn.

## Beschreibung
Das Gebäude ist das ehemalige Wohnhaus des Bildhauers Friedrich Göttle. Er selbst entwarf die Pläne für die Fassade im Stil der Neorenaissance und schuf die Bildhauerarbeiten wie die Reliefarbeiten in Sandstein. Der Profanbau wurde 1892 fertiggestellt.